# Spomenik Nereid
Spomenik Nereid je grobnica s kipi v Ksantosu v Likiji (ki je bila del perzijskega ahemenidskega imperija), blizu današnjega Fethiya v provinci  Muğla v Turčiji. Imela je obliko grškega templja na vrhu baze, okrašene s kiparskimi frizi in naj bi bila zgrajena v zgodnjem 4. stoletju pred našim štetjem kot Arbinasova grobnica (likijsko Erbbina ali Erbinna), ksantoškega vladarja, ki je vladal zahodni Likiji. 
Grobnica naj bi stala do bizantinske dobe, preden je postala ruševina. Razvaline je ponovno odkril britanski popotnik Charles Fellows v zgodnjih 1840-ih. Fellows jih je poslal leta 1848 v Britanski muzej, kjer so nekatere dele obnovili, da bi pokazali, kakšna bi bila vzhodna fasada spomenika.

## Grobnice v Ksantosu
Ksantos, imenovan tudi Ksantus, je bil glavna mestna država Likijcev, avtohtonega prebivalstva jugozahodne Anatolije (današnja Turčija) . Mnoge grobnice v Ksantosu so v obliki stebrov, sestavljene iz kamnite grobne komore na vrhu velikega kamnitega stebra. Pokojnik bi bil postavljen na vrh kamnite strukture, ki bi ga dvigalo nad pokrajino. Grobnice so bile za moške, ki so vladali v likijski dinastiji od sredine 6. do sredine 4. stoletja pr. n. št. in pomagajo prikazati kontinuiteto njihove moči v regiji . Ne samo, da grobovi služijo kot oblika monumentalizacije, da bi ohranili spomin na vladarje, ampak tudi razkrivajo sprejem grškega sloga dekoracije. Ksantos je bila glavna mestna država, ki jo je vodil kralj, ki je bil pod guvernerjem Ahemenidskega cesarstva. Kontinuiteta dinastičnega vladanja je bila prikazana s tradicijo grobnic na stebrih. Ko so bile te grobnice izdelane, so posnemale prevladujoče pozno klasične grške zamisli o umetnosti. Stebri so izkopali Sir Charles Fellows, angleški raziskovalec, ki je izkopal v Levantu in Mali Aziji, [4] pa so ga leta 1848 prevažali v Britanski muzej C.E. [5
Arbinas[edit]
Za Ahemenidsko cesarstvo je Likijo osvojil Harpagus približno leta 540 pr. n. št.. Njegovo osvajanje Ksantosa opisujeta Herodot in Apijan. V večjem delu 5. stoletja pred našim štetjem so Atene prevladovale v dežele, ki mejijo na Egejsko morje, in mnoge od njih, vključno z Likijjo, so plačevale davek za zaščito blagajni atenskega pomorskega imperija, Delske zveze in davka na zemljišče Perzijcem. Obstajajo dokazi o požaru, ki je uničil lesene grobnice in templje Ksantosa okoli leta 470 pr. n. št.. Ta ogenj je verjetno povzročil grški general Kimon iz Aten, ko je napadal sveto citadelo kot maščevanje za uničenje atenske akropole s strani Perzijcev in njihovih zaveznikov, vključno z Likijjci, leta 480. pr. n. št. . Mesto, pod svojim vladarjem Kuprillijem, je obnovilo stavbe v kamnu .
V približno 440. letih pr. n. št. ga je nasledil Kuprillijev vnuk, Kherige, nato pa naj bi to uspelo okoli 410 pr. n. št. Kherigejevemu bratu, Kederiju. Arbinas je bil Kherigov sin, vendar je moral z orožjem leta 390 pr. n. št. prevzeti Ksantos in druga likjjska mesta, da bi lahko povrnil svojo dedno pravico. Arbinas je nato vladal Zahodni Likiji in zgradil spomenik Nereid kot svojo grobnico. Umrl je okoli leta 370 pr. n. št.. 

## Opis
Čeprav je Arbinas vladal Likiji kot delu perzijskega imperija, je spomenik zgrajen v grškem slogu, na katerega so vplivali jonski templji Atenske akropole . Bogate narativne skulpture na spomeniku predstavljajo Arbinasa na različne načine, ki združujejo grške in perzijske vidike .
Templju podobna grobnica je imela štiri stebre na vzhodni in zahodni strani, šest na severu in jugu. Stala je povišana na velikem podstavku, okrašena z dvema frizoma: z zgornjim frizom v nizkem reliefu in spodnjim frizom v globokem reliefu. Pri rekonstrukciji v Britanskem muzeju je podstavek sestavljen iz dveh frizov nad enim slojem blokov, medtem ko je Fellowsove risbe spomenika kažejo veliko višjo strukturo z dvema vrstama blokov pod spodnjim frizom in še dve vrsti, ki sta ločili nižjega od zgornjega friza . Obstajajo tudi reliefi na arhitravu, stenah cele in v pedimentu.
Tu je še veliko prosto stoječih skulptur, vključno z Nereidami med vsakim parom glavnih stebrov.

### Friz na podstavku
Večji in spodnji friz na podstavku je bil sestavljen iz 22 blokov, od katerih se jih je sedem izgubilo razen drobcev. Ohranjene plošče predstavljajo junaške bojne prizore brez očitne splošne pripovedi, v glavnem z moškimi vojaki, oblečenimi v grške kostume in oklepe. Za razliko od mnogih frizov iz tega obdobja, se niso bojevali proti Amazonkam, kentavrom ali očitnim tujcem. 

### Zgornji podij friza
Zgornji friz v nizkem reliefu je prav tako sestavljalo 22 blokov, trije so bili izgubljeni. Vsaka od štirih strani tega friza predstavlja obleganje mesta. Mesta so prikazana z značilnimi likijskimi cinami, friz naj bi predstavljal Arbinasovo osvajanje likijskih mest, da bi zagotovil svoje nasledstvo.
Arbinas je zastopan na različne načine, vključno s sedenjem v perzijskem slogu, zasenčenem s sončnikom in s podstavkom pod nogami. Vojaki so različni, med njimi močno oboroženi hopliti in lokostrelci, zapornike so odpeljali in oblegali zidove z lestvami. 

#### Arhitrav
Friz na arhitravu na vrhu stebrov je izrezljan v preprostejšem, bolj naivnem slogu. Ponovno prikazuje prizore boja, tudi lov na merjasce, figure, ki nosijo darila in priprave na banket. 

#### Cela
Friz na vrhu zunanje stene cele je bil najmanj viden, saj so ga zastirali stebri. Vsebuje prizore žrtvovanja in bankete. Obstajata dve figuri na banketu, ki jesta na ležalnikih. Ena velja za Arbinasa in je večji od vseh drugih, drugi pa je njegov sin. Tu je Arbinas prikazan z lasmi in brado, kot so bili kralji Perzije ali Asirije in ima perzijski pitni rog. 

### Pedimenti
Vsak od dveh pedimentov spomenika je bil okrašen z reliefom, ne pa s popolnoma zaokroženimi skulpturami, ki so bile najdene na pedimentih večine stavb v Grčiji. Relief na vzhodnem delu predstavlja Arbinasa in njegovo ženo ko sedita, Ian Jenkins predlaga, da je to zgled Zevsa in Here na vzhodnem frizu Partenona. Manjše figure naj bi predstavljale otroke in hišne pse vladajoče družine. Samo ena od obeh plošč, ki sestavlja relief na zahodu, je ohranjena. V nasprotju s statično družinsko sceno na vzhodni strani, ta kaže na vojake, ki se premikajo v bitki. 

### Nereide
Spomenik je zdaj poimenovana po ženskih figurah v naravni velikosti v plapolajočih draperijah . Enajst je ohranjenih, kar bi bilo dovolj, da bi napolnili prostore med stebri na vzhodni in zahodni strani ter tri na severu. Jenkins špekulira, da na južni strani morda ne bi bilo figur. Prepoznavajo se kot morske nimfe, ker so bile pod nogami sedmih najdeni različni izrezki morskih bitij, med njimi delfini, sipe in ptiči, ki so lahko morski galebi. Navadno so jih imenovali Nereide, čeprav Thurstan Robinson trdi, da to kaže grški pogled na likijske kipe in da jih je treba obravnavati kot eliyãna, likijske vodne nimfe povezane s svežimi vodnimi viri in se sklicujejo na letoonski trojezični napis, ki je bil odkrita nekaj kilometrov južno od kraja spomenika. 

### Druge figure
Poleg Nereid so bile tudi različne druge skulpture, med njimi tudi več, ki so služile kot akroteriji, zaključni vogalov in vrha pedimentov. Oba glavna ohranjena akroterija sta mladenič in mlada ženska in jih različno razlagajo; predstavljala naj bi posilstvo Leukippovih hčera s strani dvojčkov Kastorja in Polidevka ali kot Nereido Tetido, ki jo odnesel Pelej ali kot Heraklejeva junaška dela.

## Odkritje in rekonstrukcija
Spomenik naj bi stal do bizantinskega obdobja, nato pa so ga lokalni kristjani uničili zaradi svojih uporabe kamnov in kovin.
Ruševine in kipe so ponovno odkrili v zgodnjih 1840-ih z ekspedicijo, ki sta jo vodila britanski arheolog Charles Fellows in tudi George Scharf. Fellows je že takoj zakljul, da je bil spomenik Harpagusu, ki je glavna figura zgodovine Likijje, ki jo je zapisal Herodot in ga postavil v 6. stoletju pr. n. št.. Čeprav se je kmalu izkazalo, da arhitekturni slog in kiparstvo pomeni, da mora datirati vsaj stoletje pozneje. Šele v poznem 20. stoletju je prišlo do soglasja, da grobnica datira od 390 do 380 pr. n. št. in je bila verjetno Arbinosova grobnica.
Fellows je prenesel ostanke v Britanski muzej. Brez podrobnih evidenc o tem, kje so bili najdeni predmeti, se je moral muzej zanašati na risbe ekspedicijo, oznake na kamnih in sestavo in slog kiparstva, da bi ocenili, kako se bloki in kipi združijo. Sedanja rekonstrukcija vzhodne fasade v muzeju je iz leta 1969. So v sobi 17 muzeja, v katerem so tudi številni drugi deli spomenika.

## Druga literatura
- Burn, Lucilla (1991), The British Museum Book of Greek and Roman Art, Thames and Hudson, ISBN 978-0-500-27657-0
- Boardman, John (1995), Greek Sculpture: The Late Classical Period and Sculpture in Colonies and Overseas, a Handbook, World of Art, Thames and Hudson, ISBN 978-0-500-20285-2